# Haralson
Haralson és una població dels Estats Units a l'estat de Geòrgia. Segons el cens del 2000 tenia 144 habitants.

## Demografia
Segons el cens del 2000, Haralson tenia 144 habitants, 57 habitatges, i 42 famílies. La densitat de població era de 78,3 habitants/km².
Dels 57 habitatges en un 26,3% hi vivien nens de menys de 18 anys, en un 61,4% hi vivien parelles casades, en un 8,8% dones solteres, i en un 24,6% no eren unitats familiars. En el 21,1% dels habitatges hi vivien persones soles el 5,3% de les quals corresponia a persones de 65 anys o més que vivien soles. El nombre mitjà de persones vivint en cada habitatge era de 2,53 i el nombre mitjà de persones que vivien en cada família era de 2,91.
Per edats la població es repartia de la següent manera: un 23,6% tenia menys de 18 anys, un 9% entre 18 i 24, un 31,9% entre 25 i 44, un 24,3% de 45 a 60 i un 11,1% 65 anys o més.
L'edat mediana era de 37 anys. Per cada 100 dones de 18 o més anys hi havia 103,7 homes.
La renda mediana per habitatge era de 37.500 $ i la renda mediana per família de 39.167 $. Els homes tenien una renda mediana de 33.750 $ mentre que les dones 23.125 $. La renda per capita de la població era de 16.346 $. Entorn del 9,5% de les famílies i el 13,8% de la població estaven per davall del llindar de pobresa.

## Poblacions més properes
El següent diagrama mostra les poblacions més properes.